# Ир (издательство)

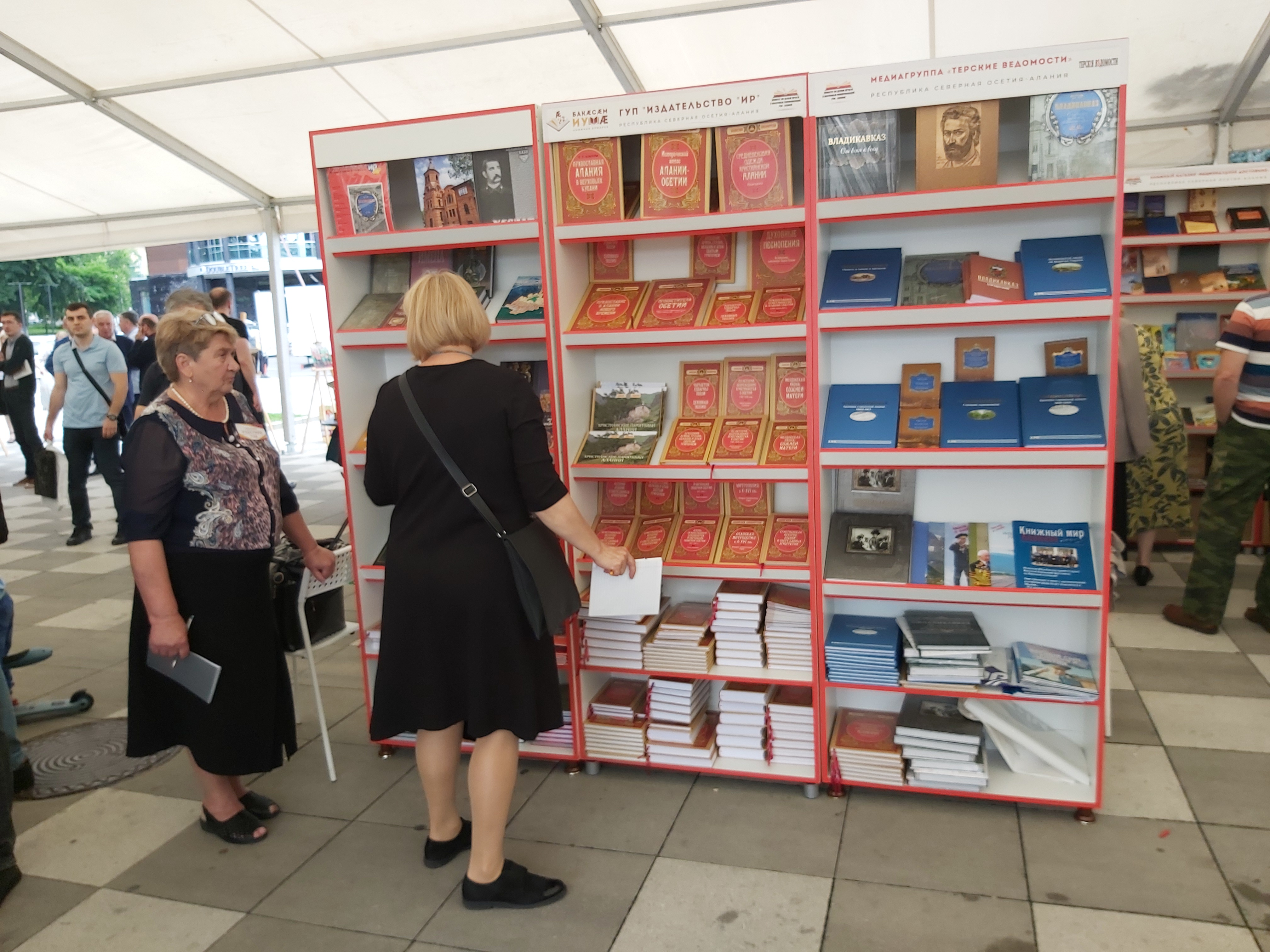
Стенд издательства «Ир» во время II Международной ярмарки «Бакæсæм иумæ» во Владикавказе, 18.06.2022

«Ир» (осет. «Осетия») — издательство во Владикавказе, Северная Осетия. Занимается выпуском литературы разных жанров, в том числе на осетинском и русском языках. Ведёт свою историю с 1923 года.

## История
Первым печатным СМИ на территории Осетии стала газета «Терские ведомости» («Терскiя ведомости»), учреждённая в 1868 году во Владикавказе (центре Терской области) по инициативе графа Лорис-Меликова. В 1906 году группа прогрессивных деятелей из осетинской интеллигенции создала осетинское издательское общество «Ир» («Осетия»). 12 ноября состоялось первое общее организационное собрание членов общества, на котором избрали правление из пяти человек: врача Л. Газданова, присяжного поверенного А. Кубалова, инженера И. Дзалаева, учителя Х. Уруймагова и присяжного поверенного А. Канукова.
Были определены задачи, стоящие перед обществом: развитие книгоиздательского дела и периодической печати на осетинском языке. Первым крупным достижением общества «Ир» стала публикация книги «Ирон фæндыр» («Осетинская лира») Коста Хетагурова тиражом в 1000 экз. Книга вышла с биографией и портретом поэта. С этого времени на осетинском языке разновременно выходили и журналы. Но поскольку обществу «Ир» приходилось работать в тяжёлых экономических условиях, без средств, без бумаги, то оно просуществовало с 1911 г. по 1917 г.
Несмотря на своё недолгое существование, общество «Ир» сыграло положительную роль в развитии книгоиздания и периодической печати в Осетии. К числу наиболее значительных изданий того периода можно отнести книги Блашка Гуржибекова, Георгия Цаголова, Сека Гадиева, Александра Кубалова, Батырбека Туганова, Розы Кочисовой, произведения Елбыздыко Бритаева, Давида Короева, публицистику Алихана Ардасенова и др.
Именно от издательского общества «Ир» ведёт свою историю современное североосетинское издательство «Ир». Согласно данным регистрационной карточки типографии Северо-Осетинского областного национального издательства, составленной в 1937 году, организация была учреждена 23 апреля 1923 года.
С 1924 по 1927 год вопросами издательской деятельности ведало Северо-Кавказское краевое национальное издательство горских народов Северного Кавказа («Крайнациздат»), с местом расположения в г. Ростове-на-Дону. Во всех автономных областях Северо-Кавказского края, в том числе в Северо-Осетинской автономной области, действовали уполномоченные. Уполномоченным Крайнациздата по Северо-Осетинской автономной области был Г. А. Дзагуров. В апреле 1928 года «Крайнациздат» был реорганизован, а все функции по изданию как периодической, так и непериодической печати были переданы вновь образованным национальным издательствам. С 1932 года североосетинское издательство называлось Государственным издательством, а позднее, в начале 1970-х годов, получило наименование «Ир».
За прошедшие десятилетия трудом специалистов многих поколений создана инфраструктура современного издательства. За годы деятельности издательством «Ир» выпущены тысячи книг осетинских авторов, составивших большой и важный пласт культуры народа, его духовности.

## Издательство сегодня
Сегодня издательство «Ир» является единственным государственным предприятием Северной Осетии в области книгоиздания. За последние годы выпущены: эпическая поэма А. Кубалова «Æфхæрдты Хасана», трёхтомное издание произведений К. Хетагурова, приуроченное к 160-летию со дня его рождения, книга «Аланы — осетины», подготовленная учёными СОИГСИ им. В. И. Абаева, запущена серия книг, посвящённая 235-летию Владикавказа, и т. д.
В ноябре 2019 года состоялось празднование 95-летия создания издательства «Ир» в качестве государственного предприятия. К мероприятию выпущено юбилейное издание «Книга — судьба наша» (сост. О. В. Цаголов, Т. Т. Техов), рассказывающее об истории издательства.

## Директора
Директорами издательства «Ир» в разные годы являлись:
- Созрыко Аузбиевич Бритаев (04.1946-08.1946);
- Тотырбек Исмаилович Джатиев (08.1946-03.1950);
- Кулаев (04.1950-09.1950)
- Ашах Инусович Токаев (10.1950-11.1951);[9]
- Умар Абадиевич Богазов (12.1951-02.1952);
- Дзибуш Адильгериевич Гагкаев (03.1952-1957);
- Дагка Васильевич Зангиев (1957-08.1972);
- Ахсар Платонович Кантемиров (09.1972-12.1984, 1990—1992);
- Юрий Христофорович Икоев (01.1985-1990);
- Михаил Константинович Кантеев (1992-12.2000);
- Жанна Григорьевна Козырева (09.2001-06.2018);[10]
- Казбек Умарович Таутиев (с 06.2018)[11].